# Pierre Guédron
Pierre Guédron (Châteaudun, circa 1570 – Parigi, circa 1620) è stato un compositore francese del rinascimento che si dedicò soprattutto alle Air de cour.
Lavorò alle corti di Enrico IV e Luigi XIII. Tra le sue composizioni c'è il bel brano Ma belle si ton ame nel quale si contempla il tempo che fugge e la meditazione sulle le sue conseguenze. Le canzoni, per voce e liuto, hanno un andamento omogeneo e ripetitivo, dove quello che conta è il testo. Ma nonostante si tratti di semplici melodie, il linguaggio si rivela ricco di fascino e di emozione. Questo stile non tocca le composizioni coeve degli italiani, che nello stesso periodo si applicano a temi più didascalici e costruiti senza arrivare mai alla stessa elegante grazia.

## Opere
- 6 volumi di Airs de cour à quatre et cinq parties
- Airs de différents autheurs mis en tablature de luth
- 1602: Ballet sur la Naissance de Monseigneur le duc de Vendosme
- 1610: Ballet de Monseigneur le duc de Vendosme oder Ballet d’Alcine
- 1613: Ballet de Madame
- 1614: Ballet des Argonautes
- 1615: Ballet du Triomphe de Minerve
- 1615: Ballet de Monsieur le Prince
- 1617: Ballet du Roy ou Ballet de la Délivrance de Renaud
- 1618: Ballet des Princes
- 1619: Ballet du Roy sur L’Adventure de Tancrède en la forest enchantée